# تپه مارجتنا

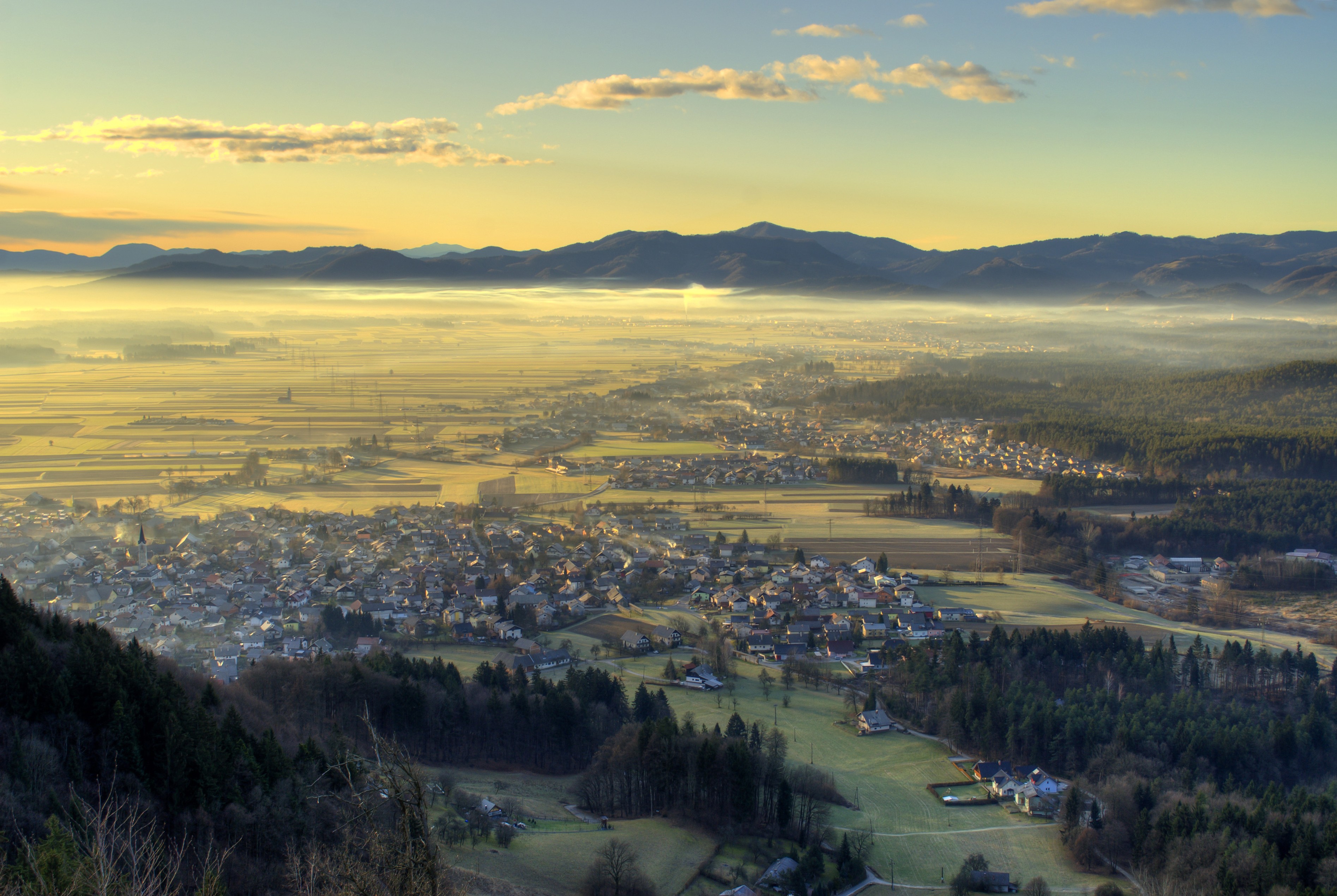
تصویری از بالای تپه مارجتنا

تپه مارجتنا (به اسلونیایی: Šmarjetna Gora) یک بلندی‌ست که ۶۴۶ متر ارتفاع داشته و در شهر سوفیا لوکا کشور اسلوونی قرار گرفته‌است.